# Picnogónidos de Uruguay

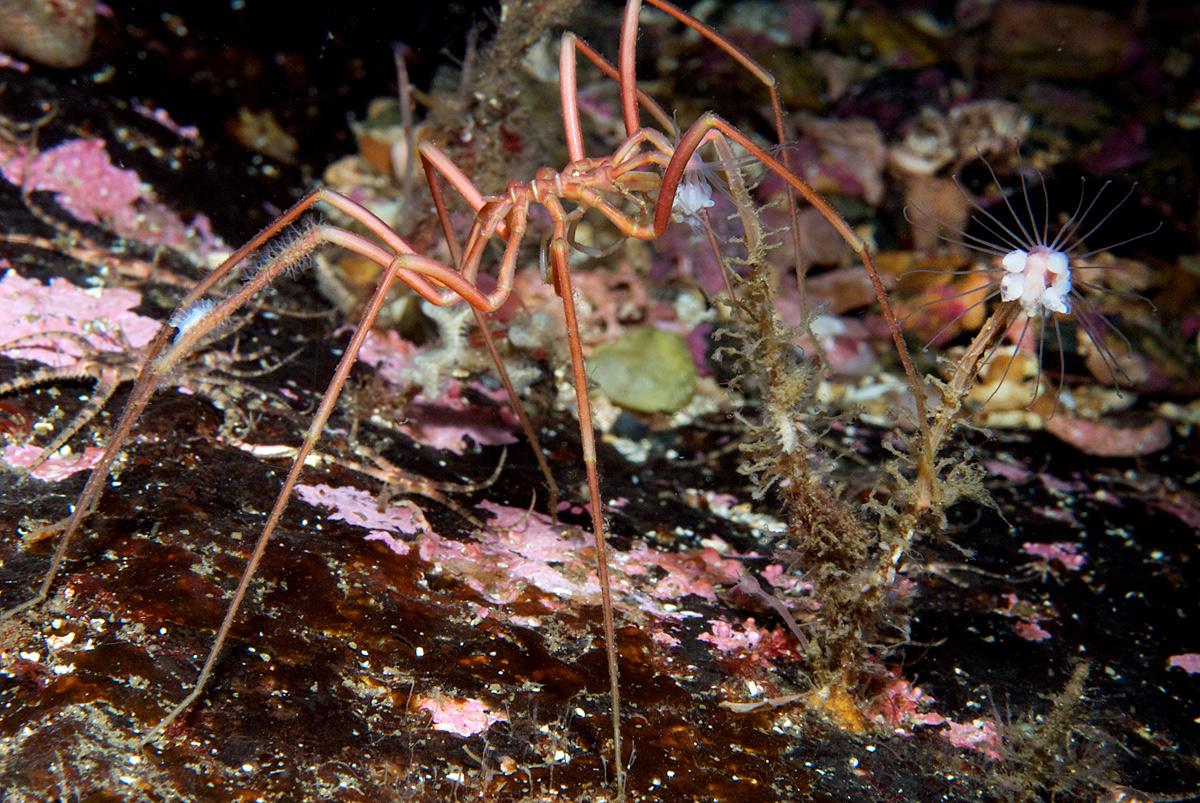
Nymphon leptocheles alimentándose de hidrozoo.

Los picnogónidos, comúnmente llamados «arañas marinas», son artrópodos marinos cercanos a los quelicerados. De hábitos bentónicos, habitan el fondo de los ecosistemas acuáticos: son encontrados en un amplio rango de profundidades, desde el litoral hasta las llanuras abisales atlánticas.

## Historia
Históricamente, la mayor parte del conocimiento de picnogónidos del Uruguay, se debe a investigadores extranjeros que estudiaron muestras obtenidas por expediciones oceanográficas en las costas del Argentina, Uruguay y Brasil (Atlántico Sudoeste), siendo la investigación nacional escasa y aislada.
En 1944, con 19 años, el investigador uruguayo Fernando Mañé-Garzón (1925-2019) describió la especie Colossendeis geoffroyi, endémica del Atlántico Sudoccidental, sobre la base de material colectado personalmente años antes a bordo del buque Antares (pesquero del entonces SOYP, actualmente DINARA).
Existe un interés renovado en este grupo, con revisiones bibliográficas, que compilaron y analizaron la información  preexistente, en una iniciativa llevada en conjunto por distintas instituciones, con investigadores uruguayos, brasileños, argentinos y españoles.[cita requerida]
Existe intención de estudiar colecciones nacionales de Uruguay —como la del Museo Nacional de Historia Natural (MNHN)—, lo cual brindará nuevos datos y precisión en el tema. Esto dentro del marco de una serie de investigaciones que estudian la fauna bentónica del Uruguay en su totalidad. Importante esto último debido al creciente interés del Estado uruguayo en la exploración y explotación de depósitos de combustibles fósiles mar adentro.

## Ecología y biogeografía
Actualmente, para Uruguay, se conocen aspectos de la distribución de los picnogónidos basándose en la batimetría de los puntos en los que fueron colectados, y en conocimiento general sobre las especies encontradas en el océano uruguayo.

Corte transversal del margen continental, representando los elementos particulares.

|                               | Distribución batimétrica | Distribución batimétrica | Distribución batimétrica | Distribución batimétrica | Distribución biogeográfica | Distribución biogeográfica | Distribución biogeográfica | Distribución biogeográfica |
| ----------------------------- | ------------------------ | ------------------------ | ------------------------ | ------------------------ | -------------------------- | -------------------------- | -------------------------- | -------------------------- |
| Especies                      | PC                       | TS                       | TI                       | PA                       | SAD                        | ASa                        | P                          | A                          |
| Ammothea longispina           |                          | X                        |                          |                          |                            | X                          |                            |                            |
| Ammothea spinosa              |                          |                          | X                        |                          |                            | X                          |                            |                            |
| Cilunculus acanthus           |                          |                          | X                        |                          |                            | X                          |                            |                            |
| Ascorhynchus cuculus          |                          | X                        | X                        |                          |                            | X                          |                            |                            |
| Mimipallene atlantis          |                          | X                        | X                        |                          |                            |                            | X                          |                            |
| Colossendeis geoffroyi        | X                        |                          |                          |                          |                            |                            |                            |                            |
| Colossendeis ?scoresbii       |                          |                          |                          | X                        |                            | X                          |                            |                            |
| Callipallene margarita        |                          |                          | X                        |                          |                            | X                          |                            |                            |
| Nymphon centrum               |                          |                          | X                        |                          |                            |                            | X                          |                            |
| Nymphon dentiferum            |                          |                          |                          | X                        |                            |                            | X                          |                            |
| Nymphon inferum               |                          |                          | X                        |                          |                            | X                          |                            |                            |
| Nymphon laterospinum          |                          |                          |                          | X                        |                            |                            |                            | X                          |
| Nymphon longicollum           |                          |                          | X                        |                          |                            | X                          |                            |                            |
| Nymphon longicoxa             |                          |                          | X                        |                          |                            | X                          |                            |                            |
| Nymphon scotiae               |                          |                          | X                        |                          |                            | X                          |                            |                            |
| Nymphon typhlops              |                          |                          | X                        | X                        |                            | X                          |                            |                            |
| Nymphon vacans                |                          |                          | X                        |                          |                            |                            | X                          | X                          |
| Nymphon inerme                |                          |                          |                          | X                        |                            |                            |                            |                            |
| Nymphon hampsoni              |                          | X                        | X                        |                          |                            |                            |                            |                            |
| Nymphon sandersi              |                          | X                        | X                        |                          |                            |                            | X                          |                            |
| Pallenopsis patagonica        |                          | X                        |                          |                          |                            | X                          |                            |                            |
| Pallenopsis meinerti          |                          | X                        |                          |                          |                            |                            |                            |                            |
| Anoplodactylus vemae          |                          | X                        |                          |                          |                            | X                          |                            |                            |
| Anoplodactylus petiolatus     | X                        |                          |                          |                          | X                          |                            |                            |                            |
| Pycnogonum cessaci            | X                        |                          |                          |                          | X                          |                            |                            |                            |
| Pantopipetta longituberculata |                          | X                        | X                        | X                        |                            |                            |                            | X                          |

## Lista de especies
Actualmente hay descritas para Uruguay 26 especies de picnogónidos, de dos subórdenes y nueve familias:
Suborden Eupantopodida Fry ,1978
Superfamilia Ascorhynchoidea Hoek, 1881
- Familia Ammotheidae Dohrn, 1881
  - Ammothea longispina Gordon, 1932
  - Ammothea spinosa (Stimpson, 1853)
  - Cilinculus acanthus Fry & Hegdpeth, 1969
- Familia Ascorhynchidae Hoek, 1881
  - Ascorhynchus cuculus Fry & Hegdpeth, 1969
- Familia incertae sedis
  - Mimipallene atlantis Child, 1982

Superfamilia Colossendeidoidea Hoek, 1881
- Familia Colossendeidae Hoek, 1881
  - Colossendeis geoffroyi Mañé-Garzón, 1944
  - Colossendeis ?scoresbii Gordon, 1932

Superfamilia Nymphonoidea Pocock, 1904
- Familia Callipallenidae Hilton, 1942
  - Callipallene margarita Gordon, 1932
- Familia Nymphonidae Hogdgson, 1915
  - Nymphon centrum Child, 1997
  - Nymphon dentiferum Child, 1997
  - Nymphon hampsoni Child, 1982
  - Nymphon inerme Fage, 1956
  - Nymphon inferum Child, 1995
  - Nymphon laterospinum Stock, 1963
  - Nymphon longicollum Hoek, 1881
  - Nymphon longicoxa Hoek, 1881
  - Nymphon sandersi Child, 1997
  - Nymphon scotiae Stock, 1981
  - Nymphon thphlops (Hodgson, 1915)
  - Nymphon vacans Child, 1997
- Familia Pallenopsidae Fry, 1978
  - Pallenopsis meinerti Schimkewitsch, 1930
  - Pallenopsis patagonica (Hoek, 1930)

Superfamilia Phoxichilidoidea Sars, 1891
- Familia Phoxichilidiidae Sars, 1891
  - Anoplodactylus petiolatus (Krǿyer, 1844)
  - Anoplodactylus vemae Child, 1982

Superfamilia Pycnogonoidea Pocock, 1904
- Familia Pycnogonidae Wilson, 1878
  - * Pycnogonum cessaci Bouvier, 1911

Suborden Stiripasterida Fry, 1978
- Familia Austrodecidae Stock, 1954
  - Pantopipetta longituberculata Turpaeva, 1955

* Especie criptógenica, y, por lo tanto, se necesita más evidencia para confirmar su presencia en Uruguay.